# 萨莫纳克
萨莫纳克（法語：Samonac，法語發音：[samɔnak]）是法国吉伦特省的一个市镇，属于布莱区。

## 地理
萨莫纳克（45°4'26"N, 0°34'10"W）面积3.9 平方千米，位于法国新阿基坦大区吉倫特省，该省份为法国西南部沿海省份，是法國本土面积最大的省，北起滨海夏朗德省，西临大西洋，南至朗德省，东南接洛特-加龍省，东临多爾多涅省。
与萨莫纳克接壤的市镇（或旧市镇、城区）包括：蒙布里耶、圣特罗让、圣西耶德卡内斯、孔普、吉伦特河畔巴永、圣瑟兰德布尔、布尔、朗萨克。
萨莫纳克的时区为UTC+01:00、UTC+02:00（夏令时）。

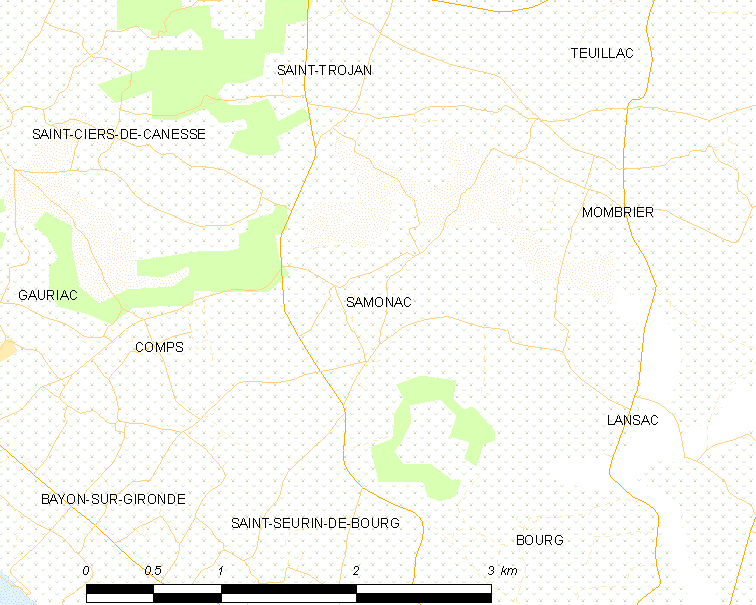
萨莫纳克的OSM定位图

## 行政
萨莫纳克的邮政编码为33710，INSEE市镇编码为33500。

## 政治
萨莫纳克所属的省级选区为河口县。

## 人口

1962-2008年间萨莫纳克人口变化图示

萨莫纳克于2022年1月1日时的人口数量为471人。